# Echternach
Echternach este un oraș în Luxemburg.

## Festivalul de muzică
Începănd din 1975 are loc anual, în perioada mai-iulie, renumitul festival internațional de muzică din Echternach. 

## Legături externe

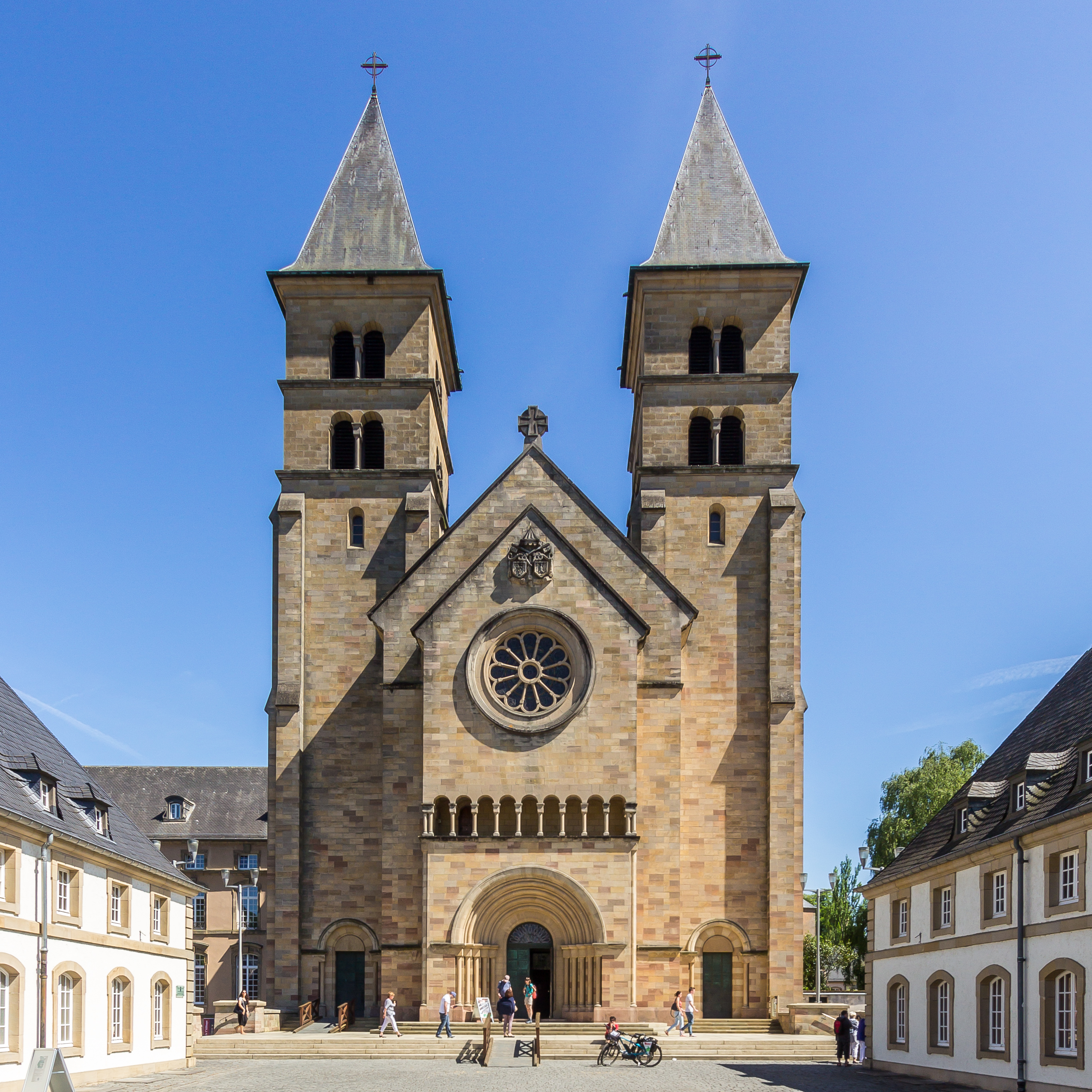
Basilica din Echternach
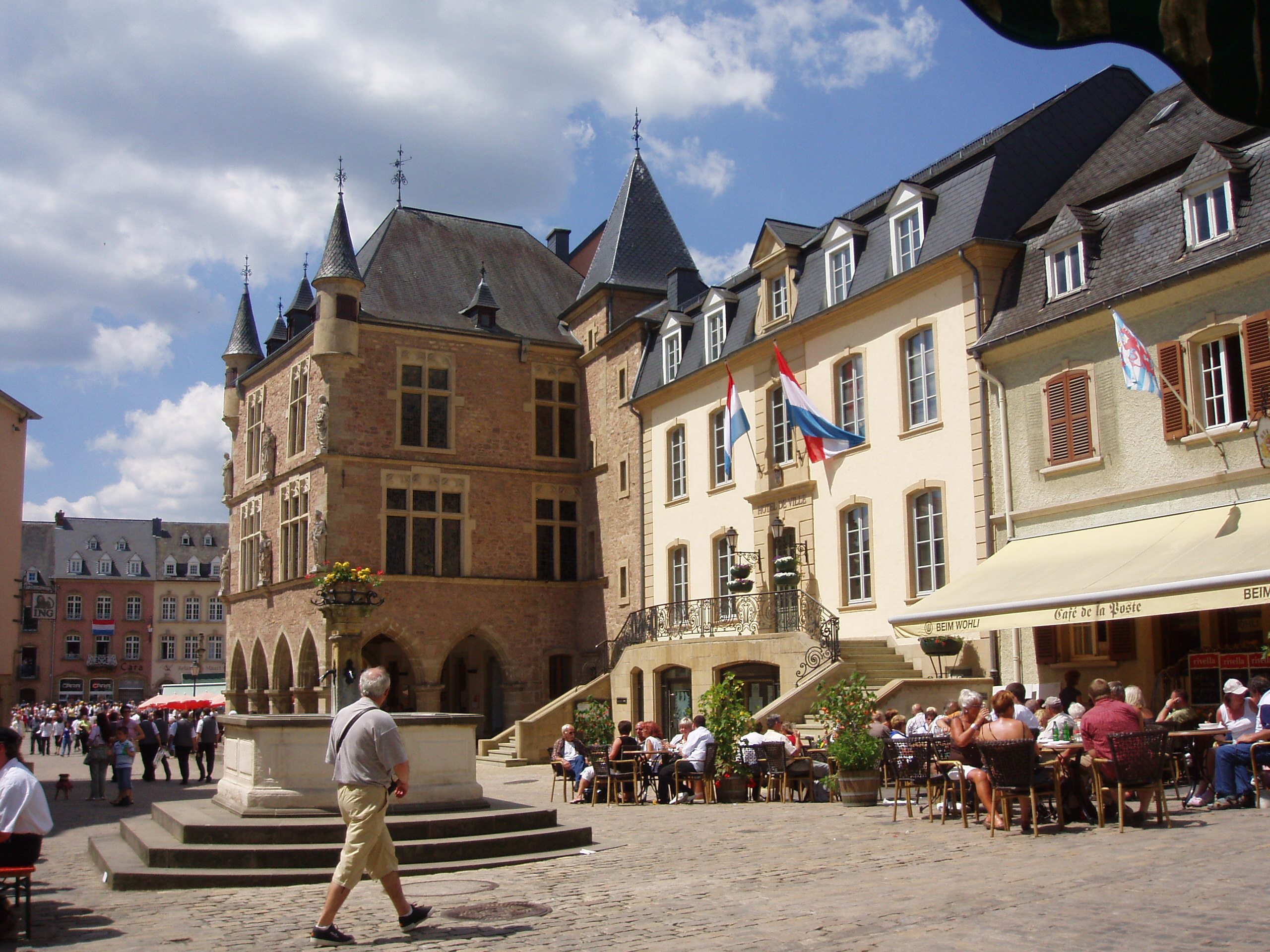
Centrul oraşului
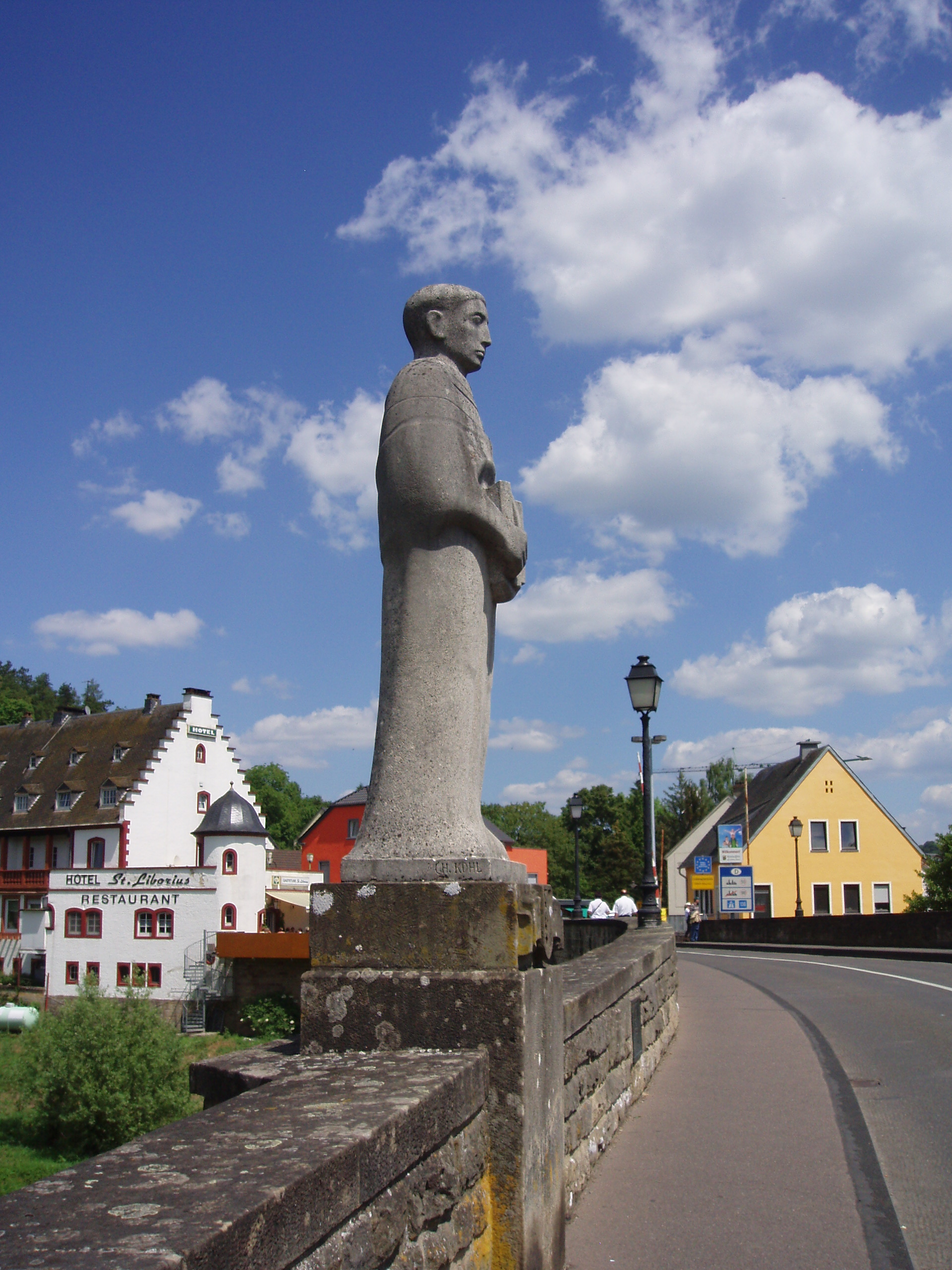
Johannes Bertels
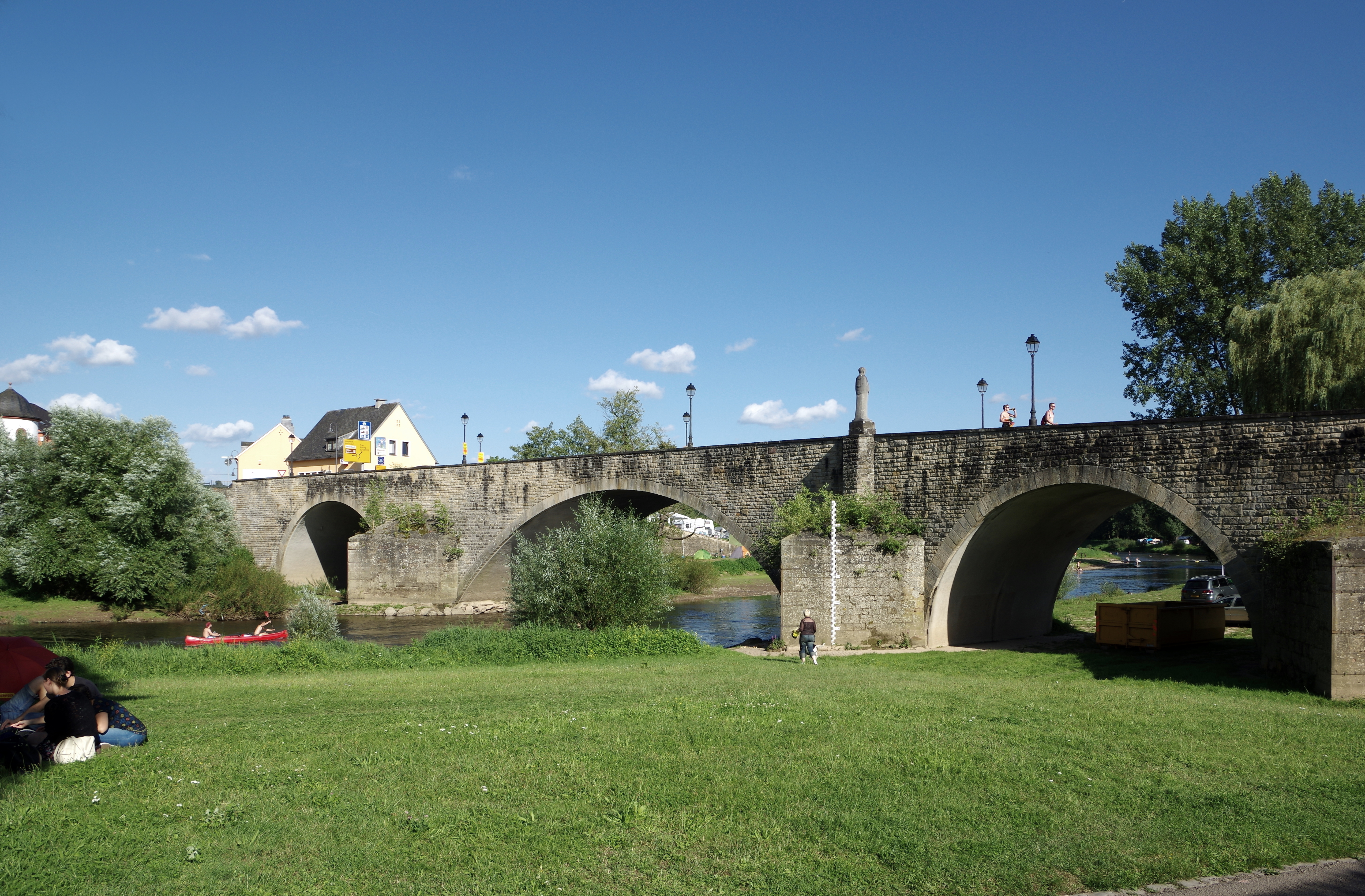
Vechiul pod peste râul Sauer